# Commixtio sanguinis (biologia)
Con la locuzione commixtio sanguinis (dal verbo latino cum + misceo,-es, miscui, mixtum, miscère = mescolare; e dal sostantivo sanguis,-inis = sangue), in biologia e medicina, si intende il fenomeno per cui il sangue non ossigenato, proveniente dal corpo, si miscela con il sangue ossigenato proveniente dagli organi respiratori. 
Ciò avviene tipicamente nel caso di circolazione semplice, come negli ittiopsidi, in cui atrio e ventricolo del cuore sono costituiti ciascuno da una singola camera, in comunicazione tra loro. Questo fenomeno è ridotto, ma pur sempre presente, in animali con circolazione doppia ed incompleta come dipnoi, anfibi e rettili), mentre è assente a qualsiasi livello dal sistema circolatorio degli animali con circolazione doppia e completa come uccelli e mammiferi.
Si può verificare anche nel caso della circolazione fetale, quando il sangue proveniente dalla placenta, per mezzo della vena ombelicale, si riversa nella vena cava inferiore, che trasporta sangue deossigenato; nel neonato può manifestarsi nel caso di forame ovale pervio: In generale si presenta nelle patologie caratterizzate da shunt.